# Polissons et galipettes
«Polissons et galipettes» és una pel·lícula francesa del 2002 del director Michel Reilhac. Es tracta una selecció de tretze curtmetratges pornogràfics anònims realitzats entre el 1905 i 1930. La pel·lícula va ser estrenada a França en 2002, i, a l'any següent, als Estats Units amb el títol The Good Old Naughty Days.

## Comentari
L'origen de la pel·lícula es remunta a la troballa d'una col·lecció de més de 300 curtmetratges pornogràfics. Eren francesos en la seua majoria i, en l'època en la qual van ser realitzats, es projectaven en bordells. Entre les temàtiques s'hi troben adaptacions de Madamme Butterfly, així com diversos clixés i llocs comuns de l'erotisme i la pornografia.